# Holics László
Holics László (Salgótarján, 1931. február 10. –) matematika-fizika-ábrázoló geometria szakos tanár, tankönyvszerző.

## Tanulmányai
1941-től a Ciszterci Rend Szent Imre Gimnáziumában tanult, ahol 1949-ben érettségizett. Ugyanebben az évben nyerte meg az Eötvös-fizikaverseny második díját (első díjat nem osztottak ki). Ekkor felvették a Pázmány Péter Tudományegyetem matematika-fizika szakára, 1950-ben ennek jogutódjában, az ELTE Természettudományi Karán folytatta tanulmányait. Addigi szakjaihoz az ábrázoló geometria szakot is felvette. 1953-ban diplomázott.

## Oktatói pályafutása
A diploma megszerzése után a II. Rákóczi Ferenc Gimnáziumban fizikát, matematikát és ábrázoló geometriát tanított. 1959-ben került az ELTE Apáczai Csere János Gyakorlógimnáziumba, ahol először matematikát és fizikát oktatott, majd fizika vezetőtanár lett. Az utolsó osztály, amelyet tanított, 2010-ben ballagott. Eközben az ELTE Természettudományi Kar (ELTE TTK) általános fizika tanszékén óraadó tanár és gyakorlatvezető.
A Középiskolai Matematikai Lapok (KöMaL) fizikarovatának egyik alapítója, 1959 óta a szerkesztőbizottság tagja. 1965 és 1992 között a Fizikai Szemle szerkesztőbizottságának is tagja volt. 1967 óta a Tudományos Ismeretterjesztő Társulat (TIT) fizikai szakosztályának vezetőségi tagja, ugyanebben az évben az Eötvös Loránd Fizikai Társulat középiskolai oktatási szakcsoportjának vezetőségi tagja lett. 1971 és 1976 között a Társulat titkára, majd 1979-ig ügyvezető elnöke, ettől az évtől elnöke, majd tiszteletbeli elnöke lett.
Két szabadalma és három újítása van. Több középiskolai fizika tankönyv, ill. OKTV-feladatsor szerzője.

## Családja
Nős, felesége (Holicsné Csejk Gabriella) matematika-fizika szakos tanár. Két fiúgyermekük született: László (1980. május 21.) zongoraművész, Tamás (1982. június 4.) pedig szoftverfejlesztő informatikus.

## Díjai
- Mikola Sándor-díj (1971)
- Eötvös Loránd Fizikai Társulat Érme (1982)
- Apáczai Csere János-díj (1987)
- Vándorplakett (1993)
- Arany Katedra-plakett (1994)
- Ericsson-díj (1999)
- Rátz Tanár Úr-életműdíj (2001)
- Vermes Miklós-életműdíj (2006)
- Prométheusz-érem (2015)
- A Magyar Érdemrend tisztikeresztje (2015)

## Könyvei
- Holics László: Fizikai példatár középiskolásoknak VI. Elektrodinamika I. Elektrosztatika és egyenáramú körök. Tankönyvkiadó, 1974 ISBN 963-17-0202-2
- Holics László: Fizikai példatár középiskolásoknak VII. Elektrodinamika II. Az elektromágneses mező tulajdonságai. Tankönyvkiadó, 1975
- Holics László: A fizika OKTV feladatai és megoldásai (1961-1995) Versenyfeladatok 1. Typotex Kiadó ISBN 978-963-7546-60-0, ISBN 963-7546-60-X
- Holics László: A fizika OKTV feladatai és megoldásai (1996-1997) Versenyfeladatok 2. Typotex Kiadó ISBN 978-963-7546-74-7, ISBN 963-7546-74-X
- Holics László: A fizika OKTV feladatai és megoldásai(1998-2000) Versenyfeladatok 3. Typotex Kiadó ISBN 978-963-9132-80-1, ISBN 963-9132-80-2
- Holics László: Fizika összefoglaló Typotex Kiadó ISBN 978-963-9132-13-9, ISBN 963-9132-13-6
- Holics László: A fizika OKTV feladatai és megoldásai (1961–2003) Typotex Kiadó ISBN 978-963-9548-02-2, ISBN 963-9548-02-2

## Külső hivatkozások
- Életrajz a Typotex Kiadó honlapján
- Interjú Holics Lászlóval a Mindentudás Egyetemének honlapján
- Holics László a Rátz tanár úr-életműdíj hivatalos honlapján
- A 2015. évi Prométheusz-éremre vonatkozó javaslat